# Regierungsbezirk Koblenz
| Regierungsbezirk Koblenz                              | Regierungsbezirk Koblenz                                                             |
| ----------------------------------------------------- | ------------------------------------------------------------------------------------ |
| Bestandszeitraum                                      | 1816–1999                                                                            |
| Zugehörigkeit                                         | 1816–1822 Großherzogtum Niederrhein 1822–1946 Rheinprovinz 1946–1999 Rheinland-Pfalz |
| Verwaltungssitz                                       | Koblenz                                                                              |
| Anzahl Gemeinden                                      | 1.111 (1995)                                                                         |
| Fläche                                                | 8.071,59 km² (1995)                                                                  |
| Einwohner                                             | 1.481.341 (1995)                                                                     |
| Bevölkerungsdichte                                    | 184 Einw./km²                                                                        |
| Lage des Regierungsbezirks Koblenz in Rheinland-Pfalz |                                                                                      |
|                                                       |                                                                                      |

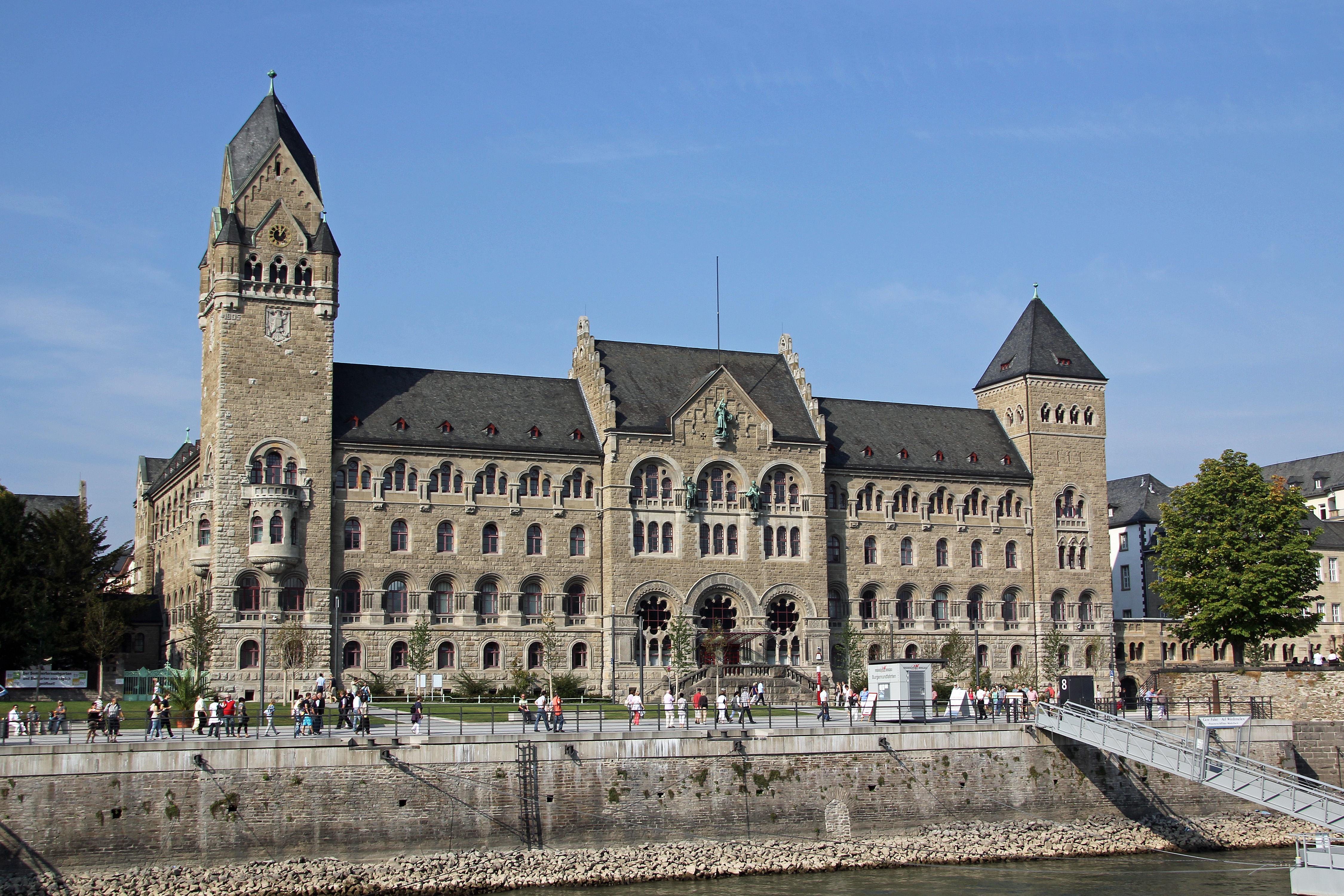
Preußisches Regierungsgebäude

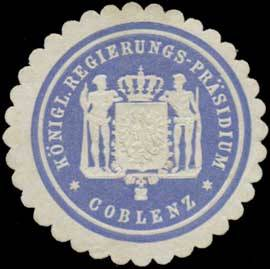
Siegelmarke Königliches Regierungs-Präsidium Koblenz

Der Regierungsbezirk Koblenz war eine von 1816 bis 1999 existierende Mittelbehörde mit Sitz in der Stadt Koblenz (bis 1926 Coblenz geschrieben). Er umfasste zuletzt den Norden des Landes Rheinland-Pfalz. Mit der Umstrukturierung der Landesverwaltung zum 1. Januar 2000 wurden dort die Regierungsbezirke aufgelöst und die Bezirksregierung in Koblenz in die Aufsichts- und Dienstleistungsdirektion (ADD) und die Struktur- und Genehmigungsdirektionen Nord (SGD Nord) überführt, die nunmehr für bestimmte Aufgabenbereiche und nicht mehr für alle Aufgaben innerhalb ihres bisherigen Bezirks zuständig sind. Ihre räumlichen Zuständigkeiten erstrecken sich daher teilweise auch auf das ganze Land. Der engere Zuständigkeitsbereich der SGD Nord umfasst das Gebiet des früheren Regierungsbezirks Koblenz zusammen mit dem früheren Regierungsbezirk Trier.

## Ehemalige Verwaltungsgliederung
| Landkreise | Kreisfreie Stadt |
| --- | ---------------- |
| 1. Ahrweiler 2. Altenkirchen (Westerwald) 3. Bad Kreuznach 4. Birkenfeld 5. Cochem-Zell 6. Mayen-Koblenz 7. Neuwied 8. Rhein-Hunsrück-Kreis 9. Rhein-Lahn-Kreis 10. Westerwaldkreis | - Koblenz        |

(Stand bei Auflösung zum 31. Dezember 1999)

## Verwaltungsgeschichte
Die Geschichte des Regierungsbezirks Koblenz geht bis auf das Jahr 1815 zurück. Damals plante das Königreich Preußen nach dem Wiener Kongress seine Provinzen in zunächst 25 Regierungsbezirke einzuteilen, darunter auch Koblenz. Später kamen noch die Regierungen zu Trier, Aachen und Stralsund hinzu. Die Umsetzung erfolgte allerdings erst Anfang 1816, indem das General-Gouvernement des Mittel- und Niederrhein zum 21. April 1816 aufgelöst und die Verwaltungsgeschäfte ab dem 22. April 1816 auf die drei Regierungen übergingen, die im  „Oberpräsidialbezirk des Großherzogtums Niederrhein“ gebildet wurden. Ab 1822 gehörte er zur Rheinprovinz. Sitz der Verwaltung war in der preußischen Zeit zuletzt das von 1902 bis 1906 erbaute preußische Regierungsgebäude in Koblenz, nach dem Zweiten Weltkrieg das nahe gelegene ehemalige Oberpräsidium der Rheinprovinz.
Nach dem Zweiten Weltkrieg wurde der Regierungsbezirk Koblenz 1946 Bestandteil des Landes Rheinland-Pfalz.
Hier war er einer von zunächst fünf Regierungsbezirken. Die weiteren waren der ebenfalls aus der preußischen Rheinprovinz stammende Regierungsbezirk Trier (ebenfalls 1816 errichtet), die Regierungsbezirke Montabaur (1946 aus einem Teil der vorherigen preußischen Provinz Hessen-Nassau neu geschaffen), Rheinhessen mit Sitz in Mainz (1946 aus einem Teil des vorherigen Volksstaates Hessen neu geschaffen) und Pfalz mit Sitz in Neustadt an der Haardt bzw. Weinstraße (1946 aus der Pfalz (Bayern) neu gebildet).
Der Regierungsbezirk Koblenz umfasste 1816 zunächst den „Stadt- und Landkreis Coblenz“ sowie die Kreise
Adenau (1932 aufgelöst),
Ahrweiler,
Altenkirchen,
Braunfels (Exklave, 1822 aufgelöst bzw. dem Kreis Wetzlar zugeordnet),
Cochem,
Kreuznach,
Linz (1822 aufgelöst und mit dem Kreis Neuwied zusammengelegt),
Mayen,
Neuwied,
Sankt Goar,
Siegen (1817 an den Regierungsbezirk Arnsberg),
Simmern,
Wetzlar (Exklave; 1932 an den Regierungsbezirk Wiesbaden) und
Zell.
Neu hinzu kamen 1869 als Kreis Meisenheim der vormalige hessen-homburgische Landesteil (1932 aufgelöst und mit dem Kreis Kreuznach zusammengelegt), 1937 kam der Landkreis Birkenfeld hinzu.
1968 wurde im Zusammenhang mit der rheinland-pfälzischen Verwaltungsreform der Regierungsbezirk Montabaur aufgelöst und sein Gebiet dem Regierungsbezirk Koblenz zugeordnet. Die Bezirksregierung in Koblenz war somit auch für die Landkreise Oberwesterwaldkreis (Sitz Westerburg), Loreleykreis (Sitz Sankt Goarshausen), Unterlahnkreis (Sitz Diez) und Unterwesterwaldkreis (Sitz Montabaur) zuständig.
Bei der in Rheinland-Pfalz von 1969 bis 1974 vollzogenen Kreisreform wurden die Landkreise zu größeren Verwaltungseinheiten zusammengefasst. Von 1974 bis zu seiner Auflösung zum 1. Januar 2000 umfasste der Regierungsbezirk Koblenz somit die kreisfreie Stadt Koblenz sowie die oben genannten 10 Landkreise.

## Regierungspräsidenten
Von 1825 bis 1888 führten die Vizepräsidenten als Stellvertreter des Oberpräsidenten (Chefpräsidenten) die Amtsgeschäfte der Regierung.
- 1816–1817: Karl von Ingersleben
- 1817–1825: Franz Edmund Josef von Schmitz-Grollenburg
- 1825–1834: August Ludwig Leopold von Fritsche
- 1834–1837: Adolph von Spiegel-Borlinghausen
- 1837–1842: Johann Eduard von Schleinitz
- 1842–1850: Leo von Massenbach
- 1850–1854: Friedrich von Spankeren
- 1854–1859: Hermann Schede
- 1859–1861: Eduard Delius
- 1861–1863: William Barstow von Guenther
- 1863–1873: Ludwig Viktor von Villers
- 1873–1878: Karl Hermann Konopacki
- 1878–1881: Karl von Neefe
- 1881–1883: Hans Hermann von Berlepsch
- 1883–1884: Chlodwig von Sydow
- 1884–1890: Jesco von Puttkamer
- 1890–1895: Ferdinand von Itzenplitz
- 1895–1898: Richard von Wentzel
- 1898–1899: August von Trott zu Solz
- 1899–1910: Joseph Anton Friedrich August von Hövel
- 1910–1911: Karl Prinz von Ratibor und Corvey
- 1911–1917: Fritz von Scherenberg
- 1917–1922: Albert Heinrich von Gröning
- 1923–1929: Paul Brandt
- 1929–1933: Walter von Sybel
- 1933–1936: Harald Turner
- 1936:–9999 Ernst von Heydebrand und der Lasa (vertretungsweise)
- 1936–1945: Gerhard Mischke
- 1945:–9999 Hans Fuchs
- 1945:–9999 Aloys Castenholz
- 1945–1946: Wilhelm Boden
- 1946–1957: Wilhelm Sommer
- 1957–1967: Walter Schmitt
- 1967–1973: Waldemar Leibmann
- 1973–1986: Heinz Korbach
- 1987–1991: Theo Zwanziger
- 1991–1999: Gerd Danco

## Statistik
Für Zwecke der Amtlichen Statistik der Europäischen Union ist in den Grenzen des ehemaligen Regierungsbezirks Koblenz die NUTS-Region DEB1 Koblenz eingerichtet worden.